# 柳時熏
柳 時熏（りゅう しくん、류시훈または유시훈、ユ・シフン、1971年12月8日 - ）は、囲碁の棋士。韓国ソウル市出身、日本棋院所属、九段、大枝雄介九段門下。天元戦4期、王座戦1期、棋聖戦挑戦など。棋風は全局的に手厚く、スケールの大きな攻めと柔軟性が特長。名前は日本では日本語読みで呼ばれている。

## 経歴
柳成龍の末裔の一族に生まれ、本貫は豊山柳氏。碁好きの両親の影響で小学5年で囲碁を始める。6年生の時に韓国少年大会で優勝。一時囲碁から遠ざかるが、中学1年で第1回世界青少年囲碁選手権大会に出場して4位。14歳で韓国棋院の研究生となり、同時期に研究生となった李昌鎬とともに田英善六段門下となる。1986年に尹奇鉉の紹介で来日して大枝門下となり、日本棋院院生となる。1988年入段。
1990年に歴代2位の公式戦24連勝を含む42勝6敗の成績で棋道賞新人賞を受賞し、若手の中で頭角を現す。1991年に兵役免除となり、91、92年に棋聖戦四段戦で連続優勝、1992年には最高棋士決定戦に最年少で出場。同年、新鋭トーナメント戦で棋戦初優勝。1994年六段で天元戦挑戦者となり、「心の底から尊敬する」という林海峰天元との五番勝負では、23歳の誕生日である12月8日の4局目に勝って3-1とし、天元位を獲得。史上最年少で天元となる。また入段から6年8ヶ月での七大タイトル獲得は史上最短記録となった。以後3連覇する。1995年にかつてのライバル李昌鎬との特別三番碁を行い、2連敗で敗れる。
1996年七段。同年本因坊戦リーグで5-2となり、プレーオフを制し、石田芳夫以来25年振りにリーグ初参加で挑戦者となる。趙治勲との七番勝負は2-4で敗れる。同年、王立誠を3-0で破って王座を獲得し、天元と合わせて2冠となり、同じ2冠の趙治勲、依田紀基と並び三強とも呼ばれた。賞金ランキングで自己最高の3位。
1997年に棋聖戦挑戦者決定戦に進出し、依田紀基に0-2で敗退。2000年には小林光一に3局連続半目勝ちで天元位復帰。
2000年12月、棋士同士の食事の席にて、小林覚にグラスを持った手で頬を打たれ負傷する事件が起きる（和解済み）。2002年の棋聖戦で王立誠に挑戦するが、2-4で敗れる。
七段昇段後、トーナメントに専念するために大手合を休場していたが、2003年の昇段制度改訂により、天元4期・王座1期の実績で九段昇段。
2010年に6年振りとなる棋聖戦リーグ入り。2013年11月、11期振り8回目となる名人戦リーグ入り。
通算成績は697勝350敗（2010年4月時点）。
日本棋院ネット対局サービス「幽玄の間」で 、2005年から「プロ棋士ランキング戦」を梅沢由香里とともに主宰。
林子淵、林漢傑らと「なんちゃってヨセ研究会」を行っていた。
日本棋院東京棋士会会長として、囲碁殿堂表彰委員会委員もつとめる。

## タイトル歴
- 王座戦 1996年
- 天元戦 1994-96、2000年（4期、獲得数歴代3位タイ）
- 新鋭トーナメント戦 1992年
- NEC俊英囲碁トーナメント戦 1994年
- NECカップ囲碁トーナメント戦 2003年

### その他の棋歴
国際棋戦
- 三星火災杯世界オープン戦 ベスト4 1998年
- 東洋証券杯世界選手権戦 ベスト4 1998年、ベスト8 1997年
- 日中囲碁交流
  - 1991年 4-2-1無勝負（×馬石、○楊士海、×車沢武、○邵煒剛、△常昊、○康占斌、○張文東）
- 日中スーパー囲碁
  - 1995年 0-1（×常昊）
  - 1996年 0-1（×常昊）
- 日中天元戦
  - 1995年 0-2 馬暁春
  - 1996年 0-2 馬暁春
  - 1997年 0-2 常昊
  - 2001年 0-2 常昊
- 農心辛ラーメン杯世界囲碁最強戦
  - 2004年 0-1（×元晟溱）

国内棋戦
- 棋聖戦 挑戦者 2002年
  - 四段戦 優勝 1991、1992年
- 新鋭トーナメント戦 準優勝 1994年
- NEC俊英囲碁トーナメント戦 準優勝 1993年
- 新人王戦 準優勝 1991年
- 竜星戦 準優勝 1993年
- 本因坊戦 挑戦者 1996年
- 棋聖戦リーグ6期、名人戦リーグ7期、本因坊リーグ6期

### 受賞等
- 棋道賞新人賞 1990年
- 棋道賞最多対局賞(59局) 1991年
- 棋道賞優秀棋士賞 1994年
- ジャーナリストクラブ賞 1995年
- 棋道賞優秀棋士賞 1996年

### 2002年棋聖戦第5局
2002年の棋聖戦での王立誠との七番勝負第5局は、2勝2敗の後の2月20、21日に行われた。二日目の終局直前、ダメ詰めを残すのみとなった段階で先番の柳が盤面9目の優勢と目されていた。298手目（この時点ですでにダメ詰めに入っていた）に王が6子へのアタリを打ったが、柳は299手目にそれを継がなかったため、王は「僕は終わったとは言ってない」と言って、立ち会い人の石田芳夫を呼んだ。石田と主催者読売新聞社が協議し、ビデオも確認して、終局の合意はされていないと認め、王はアタリの6子を抜き、柳はここで投了した。
この時について後に王は、「くたくたの精神状態」の中で「誰が悪いのではなく」起きてしまったことと言い、柳は「集中力を切らした自分が悪い」「でも第7局じゃなくてよかった」と述べた。次いで柳は第6局も敗れ、棋聖位獲得はならなかった。この事件は、囲碁界で初めてビデオを用いた裁定となり、終局時のルールやマナーに関する議論を巻き起こすきっかけともなった。当事件以前は、ダメ詰めは整地に入るための作業に過ぎないとされており、（テレビ対局なども含め）時に両対局者が検討の声を交わしながら、片側の対局者が2手以上連続で詰めるなどやや粗雑に行われることがしばしばあった。現在の囲碁ルールでは「ダメ詰めは着手のうち」とされ（ただし棋譜に残るのはダメ詰め直前の着手まで）、両対局者が最後のダメまで交互に詰めて終局となる。

## 著作
- 『囲碁に燃えて 柳時熏好局選』日本棋院 1995年